# Filzmooser Kindl

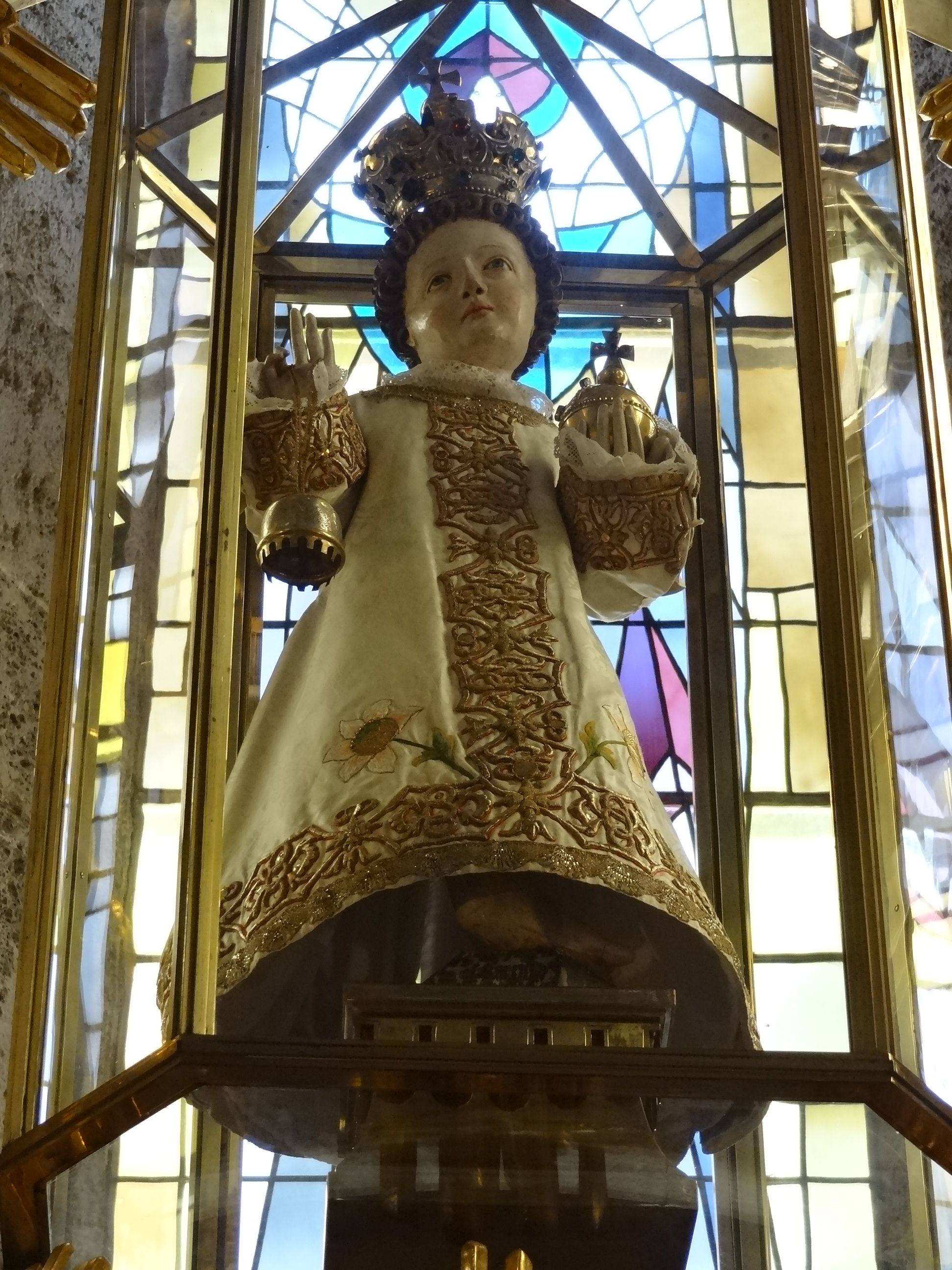
Das Filzmooser Kindl in weißem Osterkleid über dem Altar der Pfarrkirche

Das Filzmooser Kindl ist eine spätgotische, farbig gefasste Holzskulptur des segnenden Jesuskindes. Es hängt als Mittelpunkt der Pfarrkirche Filzmoos im goldenen Strahlenkranz über dem Hochaltar.

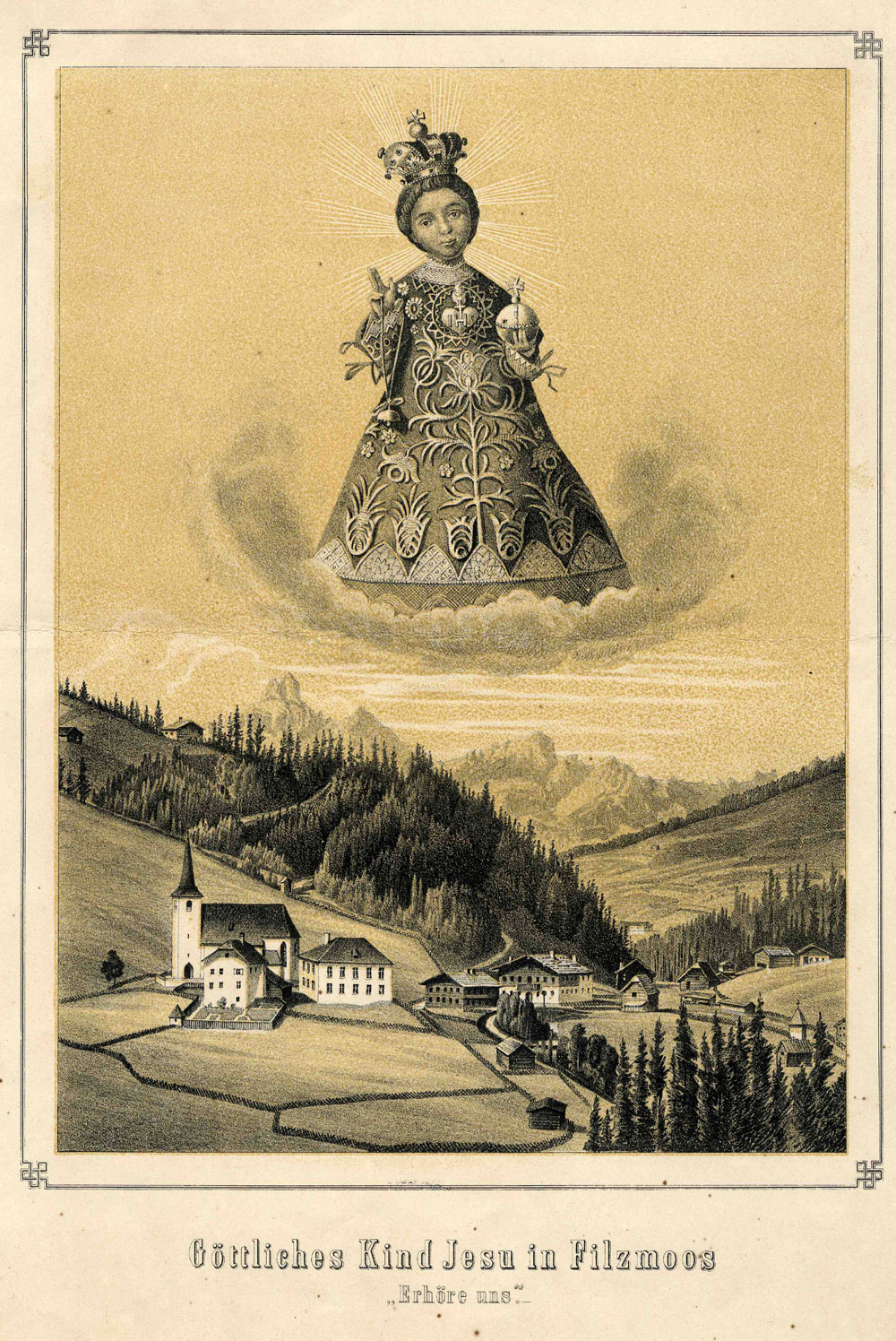
Andachtsbild vom Filzmooser Kindl

## Geschichte

### Wallfahrtslegende
Der Legende vom Filzmooser Kindl nach sollen zwei fromme Hirten, die in der Gegend von Filzmoos lagerten, ein Glöcklein läuten hören haben. Sie gingen dem Klang nach und fanden an der Stelle, an der sich heute die 1820 erbaute Ursprungskapelle befindet, ein geschnitztes Jesuskindlein, das auf einem halbverfaulten Baumstumpf stand, vor. Es hatte die Schwurfinger segnend erhoben und läutete mit dem Glöcklein. Die zwei Hirten brachten die Figur in die Dekanatskirche nach Altenmarkt, von wo es über Nacht wieder zu seinem Standplatz in Filzmoos zurückkehrte. Als die Statue aber in die Peterskirche gebracht wurde, blieb sie dort. Nach einer weiteren Wallfahrtslegende wäre bei Aufsetzen der Krone vom Haupte der Jesuskindes Blut geflossen. Zwischen 1705 und 1782 wurden Gebetserhörungen aufgeschrieben.
Das Jesuskindl steht, umgeben von einem Strahlenkranz, über dem Altar in der Pfarrkirche von Filzmoos.

## Kultgegenstand
Das Gnadenbild ist ein sogenanntes Glockenkindl, die Statue eines Jesuskindes, das in seiner Rechten ein Glöckchen hält und damit segnet, in seiner Linken eine Weltkugel. Das Filzmooser Kindl stammt aus dem 15. Jahrhundert, ist aus Holz geschnitzt und bekleidet, die Statue ist ca. 45 cm hoch.

## Wallfahrt

### Motive
Wallfahrtsmotive waren und sind insbesondere Hilfe bei geistigen und emotionalen Krankheiten, (Wahnsinnige, von denen Ketten aufgeopfert wurden) und die Erlangung einer glückseligen Sterbestunde (diesbezügliche Amulette sind im Stift Seitenstetten erhalten).

### Votive
Votivgaben wurden bisher dargebracht in Form eines Wallfahrtsbildes oder als Wachsgebilde, z. B. Figurinen, Tiere, Kröten, Häuser, aber auch Nachbildungen von Herz und Fuß.

### Zuzug
Wallfahrtszuzug zum Göttliche Kind Jesu in Filzmoos stammt(e) besonders aus Salzburg, Kärnten (Wolfsberg), dem Ennstal und Bayern (Berchtesgaden). Die größte Prozession zum Kultgegenstand findet zu Pfingsten aus Irdning statt. Am Abend des Pfingstdienstags finden sich aus dem Salzburgischen Ennstal Gläubige ein, viele Pilger kommen noch am 1. Oktobersonntag aus Annaberg.